# فرناندو كامبوس هارييت
فرناندو كامبوس هارييت (بالإسبانية: Fernando Campos Harriet)‏ هو مؤرخ ومحامي وكاتب تشيلي، ولد في 1910 في كونثبثيون في تشيلي، وتوفي في 2003.